# Ciclismo nos Jogos Olímpicos de Verão de 2020 - Velocidade feminino
A prova de velocidade feminino do ciclismo nos Jogos Olímpicos de Verão de 2020 ocorreu entre os dias 6 e 8 de agosto de 2021 no Velódromo de Izu, em Izu, Shizuoka. Um total de 29 ciclistas de 18 Comitês Olímpicos Nacionais (CON) participaram do evento.

## Qualificação
Cada Comitê Olímpico Nacional (CON) poderia inscrever até duas ciclistas qualificadas no evento de velocidade feminino. A qualificação se deu inteiramente através do ranking de nações da União Ciclística Internacional (UCI) de 2018–20, com as oito primeiras que se qualificam para o evento de velocidade por equipes podendo inscrever duas ciclistas cada na velocidade individual (assim como no keirin). As nações que qualificam uma ciclista no ranking do keirin também poderiam incluí-la na velocidade. Finalmente, sete vagas foram alocados por meio de classificações individuais, sendo que cada um dos cinco continentes deveria estar representado.

## Formato
Pela primeira vez desde 2000, o formato da competição de velocidade passou por mudanças significativas. O número de rodadas principais aumentou de 5 para 6 e o número de repescagens de 2 para 3. A competição começa, como de costume, com uma rodada classificatória de contrarrelógio (largada lançada de 200 metros). As 24 melhores ciclistas na fase de qualificação qualificam-se para as fases de eliminação. Em cada fase, as ciclistas largam lado a lado e devem completar três voltas na pista (750 metros). Os últimos 200 metros são cronometrados. Cada fase foi composta da seguinte forma.
- A primeira fase emparelha as 24 ciclistas em 12 baterias; a vencedora de cada uma avança a segunda fase, enquanto a perdedora vai a primeira repescagem.
- A primeira repescagem coloca as 12 ciclistas em 4 baterias de 3 ciclistas cada; a vencedora de cada bateria se junta as vencedoras da primeira fase avançando para a segunda fase, enquanto as demais ciclistas são eliminadas.
- A segunda fase emparelha as 16 ciclistas em 8 baterias; a vencedora de cada uma avança as oitavas de final, enquanto a perdedora vai para a segunda repescagem.
- A segunda repescagem conta novamente com 4 baterias, desta vez de 2 ciclistas cada; a vencedora de cada uma avança para as oitavas de final, enquanto a perdedora de cada bateria é eliminada.
- As oitavas de final juntam as 12 ciclistas em 6 baterias; a vencedora de cada uma avança para as quartas de final, enquanto a perdedora vai para a terceira repescagem.
- A terceira repescagem tem 2 baterias de 3 ciclistas cada; a vencedora vai para as quartas de final enquanto todas as outros são eliminadas.
- As quartas de final começam com uma melhor de três corridas; as 8 ciclistas são colocados em 4 baterias. A vencedora de duas corridas em cada bateria vai para as semifinais, enquanto a perdedora disputa a corrida de classificação 5–8.
- As semifinais novamente usam baterias melhor de três corridas, com as 4 ciclistas em duas semifinais. A vencedora de cada semifinal vai para a final e a perdedora vai para a disputa pela medalha de bronze.
- A rodada final inclui a disputa pela medalha de ouro, a disputa pelo bronze e a corrida de classificação 5–8. Ad disputas de medalhas são no formato um contra um e melhor de três; a classificação 5–8 é uma corrida única com 4 ciclistas.

## Calendário
Horário local (UTC+9)
| Data                | Tempo                         | Fase                                                                           |
| ------------------- | ----------------------------- | ------------------------------------------------------------------------------ |
| 6 de agosto de 2021 | 15:30 16:16 16:58 18:06 18:53 | Qualificação Primeira fase Primeira repescagem Segunda fase Segunda repescagem |
| 7 de agosto de 2021 | 15:30 16:13 16:39             | Oitavas de final Terceira repescagem Quartas de final                          |
| 8 de agosto de 2021 | 10:18 11:06 11:20             | Semifinais Classificação 5–8 Final                                             |

## Medalhistas
| Ouro   | CAN Kelsey Mitchell |
| Prata  | UKR Olena Starikova |
| Bronze | HKG Lee Wai-sze     |

## Resultados

### Qualificação
Disputada em 6 de agosto de 2021 com início as 15:30 locais. As 24 melhores ciclistas avançam para a primeira fase.
| Pos. | Ciclista            | CON                | Tempo  | Atrás  | Notas |
| ---- | ------------------- | ------------------ | ------ | ------ | ----- |
| 1    | Lea Friedrich       | GER Alemanha       | 10.310 |        | Q,    |
| 2    | Kelsey Mitchell     | CAN Canadá         | 10.346 | +0.036 | Q     |
| 3    | Emma Hinze          | GER Alemanha       | 10.381 | +0.071 | Q     |
| 4    | Mathilde Gros       | FRA França         | 10.400 | +0.090 | Q     |
| 5    | Lauriane Genest     | CAN Canadá         | 10.460 | +0.150 | Q     |
| 6    | Olena Starikova     | UKR Ucrânia        | 10.461 | +0.151 | Q     |
| 7    | Shanne Braspennincx | NED Países Baixos  | 10.479 | +0.169 | Q     |
| 8    | Katy Marchant       | GBR Grã-Bretanha   | 10.495 | +0.185 | Q     |
| 9    | Lee Wai-sze         | HKG Hong Kong      | 10.538 | +0.228 | Q     |
| 10   | Zhong Tianshi       | CHN China          | 10.559 | +0.249 | Q     |
| 11   | Ellesse Andrews     | NZL Nova Zelândia  | 10.563 | +0.253 | Q     |
| 12   | Daria Shmeleva      | ROC                | 10.667 | +0.357 | Q     |
| 13   | Anastasia Voynova   | ROC                | 10.669 | +0.359 | Q     |
| 14   | Kaarle McCulloch    | AUS Austrália      | 10.679 | +0.369 | Q     |
| 15   | Daniela Gaxiola     | MEX México         | 10.682 | +0.372 | Q     |
| 16   | Simona Krupeckaitė  | LTU Lituânia       | 10.706 | +0.396 | Q     |
| 17   | Yuka Kobayashi      | JPN Japão          | 10.711 | +0.401 | Q     |
| 18   | Bao Shanju          | CHN China          | 10.723 | +0.413 | Q     |
| 19   | Yuli Verdugo        | MEX México         | 10.818 | +0.508 | Q     |
| 20   | Madalyn Godby       | USA Estados Unidos | 10.869 | +0.559 | Q     |
| 21   | Lee Hye-jin         | KOR Coreia do Sul  | 10.904 | +0.594 | Q     |
| 22   | Charlene du Preez   | RSA África do Sul  | 10.974 | +0.664 | Q     |
| 23   | Liubov Basova       | UKR Ucrânia        | 10.981 | +0.671 | Q     |
| 24   | Miglė Marozaitė     | LTU Lituânia       | 11.031 | +0.721 | Q     |
| 25   | Urszula Łoś         | POL Polônia        | 11.047 | +0.737 |       |
| 26   | Marlena Karwacka    | POL Polônia        | 11.083 | +0.773 |       |
| 27   | Kirstie James       | NZL Nova Zelândia  | 11.116 | +0.806 |       |
| 28   | Jessica Lee         | HKG Hong Kong      | 11.232 | +0.922 |       |
| 29   | Coralie Demay       | FRA França         | 11.849 | +1.539 |       |
|      | Laurine van Riessen | NED Países Baixos  | DNS    | DNS    |       |

### Primeira fase
Disputada em 6 de agosto de 2021 com início as 16:16 locais. As vencedoras de cada bateria avançam para a segunda fase e as perdedores para a primeira repescagem.
| Bateria | Pos. | Ciclista            | CON                | Intervalo | Notas |
| ------- | ---- | ------------------- | ------------------ | --------- | ----- |
| 1       | 1    | Lea Friedrich       | GER Alemanha       | X         | Q     |
| 1       | 2    | Miglė Marozaitė     | LTU Lituânia       | +0.370    | R     |
| 2       | 1    | Kelsey Mitchell     | CAN Canadá         | X         | Q     |
| 2       | 2    | Liubov Basova       | UKR Ucrânia        | +0.535    | R     |
| 3       | 1    | Emma Hinze          | GER Alemanha       | X         | Q     |
| 3       | 2    | Charlene du Preez   | RSA África do Sul  | +0.415    | R     |
| 4       | 1    | Mathilde Gros       | FRA França         | X         | Q     |
| 4       | 2    | Lee Hye-jin         | KOR Coreia do Sul  | +0.797    | R     |
| 5       | 1    | Lauriane Genest     | CAN Canadá         | X         | Q     |
| 5       | 2    | Madalyn Godby       | USA Estados Unidos | +0.121    | R     |
| 6       | 1    | Olena Starikova     | UKR Ucrânia        | X         | Q     |
| 6       | 2    | Yuli Verdugo        | MEX México         | +0.107    | R     |
| 7       | 1    | Shanne Braspennincx | NED Países Baixos  | X         | Q     |
| 7       | 2    | Bao Shanju          | CHN China          | +0.152    | R     |
| 8       | 1    | Katy Marchant       | GBR Grã-Bretanha   | X         | Q     |
| 8       | 2    | Yuka Kobayashi      | JPN Japão          | +0.612    | R     |
| 9       | 1    | Lee Wai-sze         | HKG Hong Kong      | X         | Q     |
| 9       | 2    | Simona Krupeckaitė  | LTU Lituânia       | +0.102    | R     |
| 10      | 1    | Zhong Tianshi       | CHN China          | X         | Q     |
| 10      | 2    | Daniela Gaxiola     | MEX México         | +0.087    | R     |
| 11      | 1    | Ellesse Andrews     | NZL Nova Zelândia  | X         | Q     |
| 11      | 2    | Kaarle McCulloch    | AUS Austrália      | +0.255    | R     |
| 12      | 1    | Anastasia Voynova   | ROC                | X         | Q     |
| 12      | 2    | Daria Shmeleva      | ROC                | +0.056    | R     |

#### Primeira repescagem
Disputada em 6 de agosto de 2021 com início as 16:58 locais. As vencedoras de cada bateria avançam para a segunda fase.
| Bateria | !Pos. | Ciclista           | CON                | Intervalo | Notas |
| ------- | ----- | ------------------ | ------------------ | --------- | ----- |
| 1       | 1     | Yuka Kobayashi     | JPN Japão          | X         | Q     |
| 1       | 2     | Simona Krupeckaitė | LTU Lituânia       | +0.052    |       |
| 1       | 3     | Miglė Marozaitė    | LTU Lituânia       | +0.265    |       |
| 2       | 1     | Bao Shanju         | CHN China          | X         | Q     |
| 2       | 2     | Daniela Gaxiola    | MEX México         | +0.027    |       |
| 2       | 3     | Liubov Basova      | UKR Ucrânia        | +0.602    |       |
| 3       | 1     | Kaarle McCulloch   | AUS Austrália      | X         | Q     |
| 3       | 2     | Yuli Verdugo       | MEX México         | +0.041    |       |
| 3       | 3     | Charlene du Preez  | RSA África do Sul  | +0.354    |       |
| 4       | 1     | Madalyn Godby      | USA Estados Unidos | X         | Q     |
| 4       | 2     | Lee Hye-jin        | KOR Coreia do Sul  | +0.054    |       |
| 4       | 3     | Daria Shmeleva     | ROC                | +0.057    |       |

### Segunda fase
Disputada em 6 de agosto de 2021 com início as 18:06 locais. As vencedoras de cada bateria avançam para as oitavas de final e as perdedores para a segunda repescagem.
| Bateria | Pos. | Ciclista            | CON                | Intervalo | Notas |
| ------- | ---- | ------------------- | ------------------ | --------- | ----- |
| 1       | 1    | Lea Friedrich       | GER Alemanha       | X         | Q     |
| 1       | 2    | Madalyn Godby       | USA Estados Unidos | +0.391    | R     |
| 2       | 1    | Kelsey Mitchell     | CAN Canadá         | X         | Q     |
| 2       | 2    | Kaarle McCulloch    | AUS Austrália      | +0.135    | R     |
| 3       | 1    | Emma Hinze          | GER Alemanha       | X         | Q     |
| 3       | 2    | Bao Shanju          | CHN China          | +0.201    | R     |
| 4       | 1    | Mathilde Gros       | FRA França         | X         | Q     |
| 4       | 2    | Yuka Kobayashi      | JPN Japão          | +0.485    | R     |
| 5       | 1    | Lauriane Genest     | CAN Canadá         | X         | Q     |
| 5       | 2    | Anastasia Voynova   | ROC                | +0.035    | R     |
| 6       | 1    | Olena Starikova     | UKR Ucrânia        | X         | Q     |
| 6       | 2    | Ellesse Andrews     | NZL Nova Zelândia  | +0.026    | R     |
| 7       | 1    | Shanne Braspennincx | NED Países Baixos  | X         | Q     |
| 7       | 2    | Zhong Tianshi       | CHN China          | +0.030    | R     |
| 8       | 1    | Katy Marchant       | GBR Grã-Bretanha   | X         | Q     |
| 8       | 2    | Lee Wai-sze         | HKG Hong Kong      | +0.025    | R     |

#### Segunda repescagem
Disputada em 6 de agosto de 2021 com início as 18:53 locais. As vencedoras de cada bateria avançam para as oitavas de final.
| Bateria | Pos. | Ciclista          | CON                | Intervalo | Notas |
| ------- | ---- | ----------------- | ------------------ | --------- | ----- |
| 1       | 1    | Lee Wai-sze       | HKG Hong Kong      | X         | Q     |
| 1       | 2    | Madalyn Godby     | USA Estados Unidos | +0.168    |       |
| 2       | 1    | Zhong Tianshi     | CHN China          | X         | Q     |
| 2       | 2    | Kaarle McCulloch  | AUS Austrália      | +0.117    |       |
| 3       | 1    | Ellesse Andrews   | NZL Nova Zelândia  | X         | Q     |
| 3       | 2    | Bao Shanju        | CHN China          | +0.234    |       |
| 4       | 1    | Anastasia Voynova | ROC                | X         | Q     |
| 4       | 2    | Yuka Kobayashi    | JPN Japão          | +0.275    |       |

### Oitavas de final
Disputada em 7 de agosto de 2021 com início as 15:30 locais. As vencedoras de cada bateria avançam para as quartas de final e as perdedoras para a terceira repescagem.
| Bateria | Pos. | Ciclista            | CON               | Intervalo | Notas |
| ------- | ---- | ------------------- | ----------------- | --------- | ----- |
| 1       | 1    | Lea Friedrich       | GER Alemanha      | X         | Q     |
| 1       | 2    | Anastasia Voynova   | ROC               | +0.135    | R     |
| 2       | 1    | Kelsey Mitchell     | CAN Canadá        | X         | Q     |
| 2       | 2    | Ellesse Andrews     | NZL Nova Zelândia | +0.005    | R     |
| 3       | 1    | Emma Hinze          | GER Alemanha      | X         | Q     |
| 3       | 2    | Zhong Tianshi       | CHN China         | +0.359    | R     |
| 4       | 1    | Lee Wai-sze         | HKG Hong Kong     | X         | Q     |
| 4       | 2    | Mathilde Gros       | FRA França        | +0.019    | R     |
| 5       | 1    | Katy Marchant       | GBR Grã-Bretanha  | X         | Q     |
| 5       | 2    | Lauriane Genest     | CAN Canadá        | +0.179    | R     |
| 6       | 1    | Shanne Braspennincx | NED Países Baixos | X         | Q     |
| 6       | 2    | Olena Starikova     | UKR Ucrânia       | +0.045    | R     |

#### Terceira repescagem
Disputada em 7 de agosto de 2021 com início as 16:13 locais. As vencedores de cada bateria avançam para as quartas de final.
| Bateria | Pos. | Ciclista          | CON               | Intervalo | Notas |
| ------- | ---- | ----------------- | ----------------- | --------- | ----- |
| 1       | 1    | Lauriane Genest   | CAN Canadá        | X         | Q     |
| 1       | 2    | Mathilde Gros     | FRA França        | +0.001    |       |
| 1       | 3    | Anastasia Voynova | ROC               | +0.095    |       |
| 2       | 1    | Olena Starikova   | UKR Ucrânia       | X         | Q     |
| 2       | 2    | Ellesse Andrews   | NZL Nova Zelândia | +0.007    |       |
| 2       | 3    | Zhong Tianshi     | CHN China         | +0.056    |       |

### Quartas de final
Disputada em 7 de agosto de 2021 com início as 16:39 locais. As vencedoras de cada bateria, disputada em uma melhor de três corridas, avançam para a semifinal e as perdedores para a classificação 5–8.
| Bateria | Pos. | Ciclista            | CON               | Corrida 1 | Corrida 2 | Desempate (s.n.) | Notas |
| ------- | ---- | ------------------- | ----------------- | --------- | --------- | ---------------- | ----- |
| 1       | 1    | Olena Starikova     | UKR Ucrânia       | X         | +0.018    | X                | SF    |
| 1       | 2    | Lea Friedrich       | GER Alemanha      | +0.001    | X         | +0.019           | F5-8  |
| 2       | 1    | Kelsey Mitchell     | CAN Canadá        | X         | X         |                  | SF    |
| 2       | 2    | Lauriane Genest     | CAN Canadá        | +0.041    | +0.058    |                  | F5-8  |
| 3       | 1    | Emma Hinze          | GER Alemanha      | X         | X         |                  | SF    |
| 3       | 2    | Shanne Braspennincx | NED Países Baixos | +0.098    | +0.074    |                  | F5-8  |
| 4       | 1    | Lee Wai-sze         | HKG Hong Kong     | X         | X         |                  | SF    |
| 4       | 2    | Katy Marchant       | GBR Grã-Bretanha  | +0.027    | +0.036    |                  | F5-8  |

### Classificação 5–8
Disputada em 8 de agosto de 2021 as 11:06 locais.
| Pos. | Ciclista            | CON               | Intervalo |
| ---- | ------------------- | ----------------- | --------- |
| 5    | Lea Friedrich       | GER Alemanha      |           |
| 6    | Katy Marchant       | GBR Grã-Bretanha  | +0.099    |
| 7    | Shanne Braspennincx | NED Países Baixos | +0.126    |
| 8    | Lauriane Genest     | CAN Canadá        | +0.216    |

### Semifinais
Disputada em 8 de agosto de 2021 com início as 10:18 locais. As vencedoras de cada bateria, disputada em uma melhor de três corridas, avançam para a final e as perdedoras para a disputa pela medalha de bronze.
| Bateria | Pos. | Ciclista        | CON           | Corrida 1 | Corrida 2 | Desempate (s.n.) | Notas |
| ------- | ---- | --------------- | ------------- | --------- | --------- | ---------------- | ----- |
| 1       | 1    | Olena Starikova | UKR Ucrânia   | X         | X         |                  | Q     |
| 1       | 2    | Lee Wai-sze     | HKG Hong Kong | +0.040    | +0.128    |                  | QB    |
| 2       | 1    | Kelsey Mitchell | CAN Canadá    | X         | +0.285    | X                | Q     |
| 2       | 2    | Emma Hinze      | GER Alemanha  | +0.101    | X         | +0.176           | QB    |

### Finais
Disputada em 8 de agosto de 2021 com início as 11:20 locais.
| Pos.                | Ciclista        | CON           | Corrida 1 | Corrida 2 | Desempate (s.n.) |
| ------------------- | --------------- | ------------- | --------- | --------- | ---------------- |
| Disputa pelo ouro   |                 |               |           |           |                  |
| Medalha de ouro     | Kelsey Mitchell | CAN Canadá    | X         | X         |                  |
| Medalha de prata    | Olena Starikova | UKR Ucrânia   | +0.061    | +0.064    |                  |
| Disputa pelo bronze |                 |               |           |           |                  |
| Medalha de bronze   | Lee Wai-sze     | HKG Hong Kong | X         | X         |                  |
| 4                   | Emma Hinze      | GER Alemanha  | +0.964    | +0.233    |                  |